# Herman Ortenburški
Herman Ortenburški (* 1147; † 1200) je bil  protiškof Krške škofije.
Herman grof Ortenburški je izhajal iz koroške grofovske rodbine Ortenburških. Sin njegovega brata Otona II. je bil kasneje krški škof Ulrik Ortenburški. Herman Ortenburški je bil naddiakon v Ogleju.
Po smrti škofa Romana II. Lipniškega je krški kapitelj za novega škofa nezakonito izvolil Hermana Ortenburškega, naddiakona v Ogleju, ki je bil takrat tudi naddekan na Kranjskem. Salzburški nadškof Konrad III. je globoko prizadet odgovoril temu predrznemu dejanju z imenovanjem za škofa Ditrika Albeškega, tačas dekana v Krki. Herman Ortenburški se je vselil v škofovsko rezidenco na gradu Štrosburg, medtem ko je Konrad III. pričel grad oblegati. Hermanovi privrženci so bili poraženi in 29. novembra 1179 se je obleganje končalo. Herman naj bi umrl leta 1200, vendar ni znano, kje je pokopan.